# رأی دسته‌جمعی
رأی دسته‌جمعی (به انگلیسی: block vote یا at-large voting) نوعی نظام انتخاباتی اکثریتی است که در حوزه‌های انتخابیهٔ چندکرسی برگزار می‌شود. در واقع تنها تفاوت رأی دسته‌جمعی با نظام رایج نخست‌نفری در وسعت حوزه‌های انتخابیه است که در اولی چند کرسی همزمان به رقابت گذاشته می‌شود ولی در دومی فقط یک کرسی. رأی‌دهندگان به تعداد کرسی‌ها، حق رأی دارند. مثلاً در یک حوزهٔ انتخاباتی ۵کرسی، رأی‌دهندگان می‌توانند به ۵ نامزد رأی دهند. نامزدانی که بیشترین رأی را کسب کنند برندهٔ انتخابات خواهند شد.
رأی دسته‌جمعی نامزدمحور است و رأی‌دهندگان می‌توانند به نامزدهای دلخواه از هر حزبی با هر گرایش سیاسی رأی دهند. این نظام عمدتاً در کشورهایی مورد استفاده است که نظام حزبی ضعیفی دارند یا اصلاً ندارند. در سال ۲۰۰۴ در کویت، لائوس، لبنان، مالدیو، فلسطین، سوریه، تونگا، تووالو، جزایر کیمن، جزایر فالکلند، و گرنزی  از این روش استفاده می‌کردند.
نسخهٔ دیگری از همین نظام هست که رأی دسته‌جمعی حزبی (به انگلیسی: party block vote) نام دارد و حزب‌محور است. احزاب فهرستی از نامزدان مورد نظرشان را منتشر می‌کنند و رأی‌دهندگان فقط یک رأی به یک حزب می‌دهند. حزب برنده تمام کرسی‌ها را تصاحب خواهد کرد. این نظام در چاد، جیبوتی، کامرون، و سنگاپور مورد استفاده است.
نیکلاس تیدیمن، اقتصاددان و مبدع چند روش انتخاباتی، این نظام را از لحاظ سادگی قواعد، سادگی رأی‌دهی، سادگی شمارش آرا، تناسبی بودن، و کاهش رأی‌دهی تاکتیکی از بین هفت درجهٔ خیلی زیاد، زیاد، متوسط رو به زیاد، متوسط، متوسط رو به کم، کم، و خیلی کم به ترتیب در وضعیت خیلی زیاد، زیاد، زیاد، خیلی کم، و کم قرار می‌دهد. اگر اکثریت هماهنگ شوند تا به همگی به k نفر از بین n نامزد رأی دهند، همهٔ آن k نفر انتخاب خواهند شد و سایر رأی‌دهندگان نماینده‌ای نخواهند داشت. نتایج انتخابات شورای شهر یا مجلس شورای اسلامی در حوزهٔ انتخابیهٔ تهران مثال خوبی از عملکرد ضعیف این نظام انتخاباتی در متناسب نگه داشتن ترکیب جمعیتی انتخاب‌شوندگان و انتخاب‌کنندگان است. در اکثر انتخابات این حوزه، یک جریان یا ائتلاف همهٔ کرسی‌ها را درو می‌کند.

## یادداشت
1. ↑  Nicolaus Tideman